# 高速度鋼
高速度鋼（こうそくどこう、high-speed steel、「ハイス」とも呼ばれる）は、工具鋼における高温下での耐軟化性の低さを補い、より高速での金属材料の切削を可能にする工具の材料とするべく開発された鋼である。高速度工具鋼 (high-speed tool steel) とも呼ばれる。「ハイス」の呼称は、「ハイスピード・スチール」が縮まったもので、また、HSSと略記される。

## 歴史
高速度鋼の発明

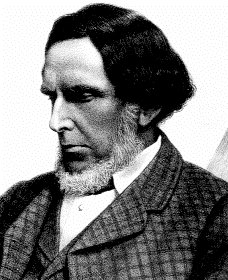
ロバート・フォレスター・マシェット

1868年にイギリスの金属工学者ロバート・フォレスター・マシェットが発明したマシェット鋼が高速度鋼の原型とされる。1899年と1900年に、フレデリック・テイラーとマンセル・ホワイトらがアメリカペンシルベニア州ベスレヘムのベスレヘム・スチール・カンパニーと共同でテイラー・ホワイト鋼（高速度鋼）を開発した。この製造法は工業界に革新をもたらし、特許も取得されたが激論の末に無効とされた。
最初の高速度鋼合金は、1910年に米国国家規格協会（ANSI）によって正式に「T1」と分類されている。その合金の特許は、20世紀初頭に Crucible Steel Co. によって取得されている。
日本での製造
日本国内では、1913年（大正2年）に安来鉄鋼合資会社（現、日立金属安来工場）の伊部喜作らが坩堝製鋼により東洋で初めて高速度鋼の製造に成功している。これは1899年のテイラー・ホワイト鋼の創製から14年目のことである。1919年（大正8年）に高速度刃物鋼（特許33675号）としてその存在を示したのである。このことは、日立金属(安来工場)の技術系譜の礎にもなっており安来鋼にも応用された。

## 製造
高速度鋼は、高温下での硬さや耐軟化性を高めるべく、鋼にクロム、タングステン、モリブデン、バナジウムといった金属成分を多量に添加したもので、焼入れ等の熱処理を施した後、研磨により成形して使用される。超硬合金と比較すると、耐摩耗性において劣るが靭性に富み、より高速切削を可能とした粉末冶金法によるこの合金の普及する以前には、金属材料のあらゆる切削に用いられた。
今日では、粉末冶金法により組織の微細化やさらなる高合金化を図った「焼結高速度（工具）鋼」（粉末ハイス）や、物理気相蒸着 (PVD) 法による表面への窒化チタン (TiN) 等の高耐磨耗性被膜の形成が盛んに行われており、これらを含めて超硬合金では靭性の不足する領域での金属加工に用いられる工具、主にはドリルやエンドミル、金属用鋸刃の材料として使われている。また、コバルトを添加した高速度鋼はとくに「コバルト・ハイス」と呼ばれ、より焼きもどし抵抗性や高温硬さが高く、これは加工時により高温に曝されるステンレス鋼の穴あけなどに使用される。

## 日本産業規格 (JIS)
日本産業規格 (JIS) においては、「JIS G4403」として13種の高速度鋼が規定されている。この中で高速度鋼は番号に先立つ記号「SKH」で識別されるが、これは、Steel、Kougu（工具）、High-speedのそれぞれ頭文字を取ったもので、その内のSKH2・SKH10・SKH51・SKH55の各鋼種が代表的である。